# 傷だらけのダイヤモンド
「傷だらけのダイヤモンド」（きずだらけの - ）は、吉川晃司が2009年5月20日にリリースした37枚目のシングル。

## 解説
DVD付初回限定盤と通常盤の2形態で発売。

## インストアイベント
2009年5月20日にHMV渋谷でシングル購入者を対象としたインストアイベントを開催し、サンドウィッチマンがゲスト出演した。

## 収録曲

### CD
1. 傷だらけのダイヤモンド
作詞：松井五郎／作曲：吉川晃司／編曲：菅原弘明
サンドウィッチマンの伊達みきおの結婚式のケーキ入刀で使用された[5]。
2. ロミオの嘆き
作詞：松井五郎／作曲：吉川晃司／編曲：菅原弘明・吉川晃司
3. MODERN TIME 〜unofficial live ver.〜
作詞・作曲：吉川晃司
4. ROMANCER 〜unofficial live ver.〜
作詞：松井五郎・吉川晃司／作曲：吉川晃司
5. 傷だらけのダイヤモンド 〜original instrumental〜
6. ロミオの嘆き 〜original instrumental〜

### DVD（初回限定盤のみ）
1. 傷だらけのダイヤモンド (Music Video)
2. K-Return(s)

## 収録アルバム
- 傷だらけのダイヤモンド
  - Double-edged sword（2009年）
  - KEEP ON KICKIN'!!!!!（2011年）
  - SINGLES+（2014年）

- ロミオの嘆き
  - Double-edged sword（2009年）